# Verband der Unabhängigen
Het Verband der Unabhängigen (Nederlands: Verband van Onafhankelijken, VdU) was een Oostenrijkse politieke beweging die van 1949 tot 1955 bestond.

## Geschiedenis
Het VdU werd op 25 maart 1949 opgericht door Herbert Alois Kraus en Viktor Reimann. Een dag later vond een grote vergadering plaats in Salzburg, de thuisbasis van het VdU. Tijdens deze gelegenheid werd Kraus gekozen tot partijleider (Bundesparteiobmann). Reimann werd gekozen tot een van zijn plaatsvervangers. Het VdU wilde nadrukkelijk geen politiek partij zijn, maar een vereniging. De doelstelling van de nieuwe beweging was om als een soort derde politieke kracht in het Oostenrijkse politieke spectrum te fungeren, naast de christendemocratische Österreichische Volkspartei (ÖVP) en de sociaaldemocratische Sozialistische Partei Österreichs (SPÖ). Omdat het VdU vooral mikte op niet-socialistische "burgerlijke" kiezers, werd de beweging gesteund door de SPÖ om zo tweespalt te creëren binnen het burgerlijke kamp en zo de ÖVP, die inmiddels het monopolie op alle niet-socialistische kiezers had verworven, te verzwakken.
De doelgroep waar het VdU zich voornamelijk op richtte waren kleine middenstanders, ondernemers, partijloze liberalen en voornamelijk oud-nazi's (en nazi-sympathisanten) en voormalige krijgsgevangenen die na de Tweede Wereldoorlog politiek dakloos waren geworden. Het VdU was een voorstander van het stopzetten van het denazificatieproces en het herstellen van de rechten van oud-collaborateurs die in 1945 hun stemrecht hadden verloren. Toch was het VdU geen fascistische of proto-fascistische partij, omdat een van de oprichters, Reimann, tijdens de oorlog tot het verzet behoorde en een groot deel van die periode in gevangenschap doorbracht.

## Verkiezingen van 1949
Bij de parlementsverkiezingen van 1949 verwierf het VdU onder de naam Wahlpartei der Unabhängigen (WdU, Partij van Onafhankelijke Kiezers) vanuit het niets 11,7% van de stemmen en deed met 16 zetels haar intrede in de Nationale Raad. De verkiezingswinst van het VdU ging echter, zoals de sociaaldemocraten hoopten, niet alleen ten koste van de ÖVP maar ook aan de SPÖ. Beide partijen verloren ongeveer evenveel stemmen aan het VdU. De beste resultaten boekte de partij in Opper-Oostenrijk (onder niet-katholieke boeren die voorheen op de Landbund stemden) en in de grote steden. Onder de kiezers waren zoals verwacht relatief veel oud-nazi's.
In de jaren na de verkiezingen van 1949 voerde het VdU een heftige oppositie tegen de ÖVP-SPÖ coalitieregering ("Schwarz rote Proporz Diktatur"), maar erg veel invloed verkreeg het VdU niet.

## Verkiezingen van 1953
Voorafgaande aan de verkiezingen van 1953 vormde het VdU een politieke alliantie met de extreemrechtse Aktion zur politischen Erneuerung, een afsplitsing van de ÖVP. Onder de naam Wahlpartei der Unabhängigen leed de alliantie een nederlaag: twee zetels gingen er ten opzichte van 1949 verloren.

## Ondergang
Binnen het VdU was er al jaren een richtingenstrijd gaande tussen de liberale en Duits-nationale krachten, waarbij de eersten het onderspit dreigden te delven. Deze ontwikkeling, en het uitblijven van de ontwikkeling van kleine partij naar volkspartij, leidde er in 1956 toe dat het VdU werd ontbonden. Het grootste deel van oud-leden ging op in de Freiheitliche Partei Österreichs (FPÖ), een partij die nog altijd bestaat en er wel in slaagde om een grote kiezersgroep aan zich te binden.

## Verkiezingsresultaten
Het VdU deed aan de verkiezingen mee onder de naam Wahlpartei der Unabhängigen (WdU).

### Parlementsverkiezingen (Nationale Raad)
| Verkiezingsjaar | stemmenaantal | percentage | aantal zetels |
| --------------- | ------------- | ---------- | ------------- |
| 1949            | 489,273       | 11.7%      | 16            |
| 1953            | 472,866       | 10.9%      | 14            |

## Prominente leden
- Egon Denz (1899-1979), SS-Standartenführer, Oberbürgermeister van Innsbrück (na de Anschluss)
- Karl Hartleb (1886-1965), NSDAP-Ortsgruppenleiter, parlementslid
- Herbert Alois Kraus (1911-2008), partijleider, parlementslid
- Viktor Reimann (1915-1996), verzetsleider, plaatsvervangend partijleider